# Abramowitz y Stegun
Abramowitz y Stegun (AS) es el nombre informal de un trabajo matemático de referencia editado por Milton Abramowitz e Irene Stegun de la Oficina Nacional de Estándares de los Estados Unidos (NBS), ahora el Instituto Nacional de Estándares y Tecnología (NIST). Su título completo es Manual de funciones matemáticas con fórmulas, gráficos y tablas matemáticas ("Handbook of Mathematical Functions with Formulas, Graphs, and Mathematical Tables") . Un sucesor digital del Manual fue lanzado como la "Biblioteca Digital de Funciones Matemáticas" (BDFM) el 11 de mayo de 2010, junto con una versión impresa, el Manual NIST de Funciones Matemáticas, publicado por Cambridge University Press.

## Visión de conjunto
Desde que se publicó por primera vez en 1964, el Manual, de 1046 páginas, ha sido una de las fuentes más completas de información sobre funciones especiales, que contiene definiciones, identidades, aproximaciones, diagramas y tablas de valores de numerosas funciones utilizadas en prácticamente todos los campos de las matemáticas aplicadas. La notación utilizada en el Manual es el estándar de facto para muchas de las matemáticas aplicadas en la actualidad. 
En el tiempo de su publicación, el Manual era un recurso esencial  para todo tipo de cálculos. Hoy en día, los sistemas de álgebra por ordenador han reemplazado a las tablas de funciones, pero el Manual sigue siendo una fuente de referencia importante. El prefacio del libro cita una reunión de 1954, en la que se afirmaba que "el advenimiento de los ordenadores de gran poder y velocidad de cálculo cambiará la tarea de confeccionar las tablas, pero sin duda no acabará con la necesidad de las mismas".

Con más de 1000 páginas, el "Manual de funciones matemáticas" se publicó por primera vez en 1964 y se reimprimió muchas veces, con otra reimpresión en 1999. Su influencia en la ciencia y la ingeniería se evidencia por su popularidad. De hecho, cuando la revista New Scientist preguntó recientemente a algunos de los principales científicos del mundo qué libro les gustaría si estuvieran varados en una isla desierta, un distinguido físico británico dijo que se llevaría el Manual.
El "Manual" es probablemente la publicación técnica del NIST más ampliamente distribuida y más citada de todos los tiempos. Las ventas del gobierno superan las 150.000 copias, y se estima que un número otras tres veces superior de ejemplares han sido reimpresos y vendidos por editoriales comerciales desde 1965. A mediados de la década de 1990, el libro se citaba cada 1,5 horas de cada día hábil. Y su influencia persistirá, ya que actualmente está siendo actualizando en formato digital por el NIST.
NIST

## Ediciones
Debido a que el Manual es el trabajo de los empleados del Gobierno Federal de los Estados Unidos, no está protegido por derechos de autor en los Estados Unidos. Si bien puede solicitarse a la Imprenta del Gobierno, también ha sido reimpreso por editoriales comerciales, especialmente por Dover Publications (ISBN 0-486-61272-4), y puede verse y descargarse legalmente en la web. 
Si bien solo hubo una edición del trabajo, pasó por muchas tiradas de impresión, incluido un número creciente de correcciones. 
Ediciones originales:
- Primera impresión: junio de 1964; erratas:[6][7][8][9][10][11][12]
- Segunda impresión con correcciones: noviembre de 1964; errata:
- 3ª impresión con correcciones: marzo de 1965; erratas:
- 4ª impresión con correcciones: diciembre de 1965; erratas:
- 5ª impresión con correcciones: agosto de 1966
- 6ª impresión con correcciones: noviembre de 1967
- 7ª impresión con correcciones: mayo de 1968
- 8ª impresión con correcciones: 1969
- 9ª impresión con correcciones: noviembre de 1970
- 10.ª impresión con correcciones: diciembre de 1972

Reimpresiones editadas por Dover Publications: 
- Primera impresión: 1965
- Novena impresión con correcciones adicionales (basada en la décima impresión de la edición NBS con correcciones)

## Proyectos relacionados
Michael Danos y Johann Rafelski editaron el Libro de bolsillo de funciones matemáticas, publicado por Verlag Harri Deutsch en 1984. El libro es una versión resumida del Manual de Abramowitz y Stegun, que retiene la mayoría de las fórmulas (excepto el primero y los dos últimos capítulos originales, que se eliminaron), pero reduce las tablas numéricas al mínimo, dado que por entonces ya se podían obtener fácilmente con calculadoras científicas de bolsillo. Las referencias también fueron eliminadas. Se revisaron las erratas más conocidas, se actualizaron las constantes físicas y el ahora primer capítulo experimentó una ligera ampliación en comparación con el segundo capítulo anterior. La numeración de las fórmulas se mantuvo para facilitar las referencias cruzadas. 
El 11 de mayo de 2010, se lanzó un sucesor digital del Manual, un desarrollo del NIST, con el nombre de "Biblioteca Digital de Funciones Matemáticas" (BDFM), junto con una versión impresa, el Manual de Funciones Matemáticas del NIST, publicado por la Editorial de la Universidad de Cambridge.

## Lecturas relacionadas
- Abramowitz, Milton; Stegun, Irene Ann. Handbook of Mathematical Functions with Formulas, Graphs, and Mathematical Tables. Applied Mathematics Series. 55 (Ninth reprint with additional corrections of tenth original printing with corrections (December 1972); first ed.) ((1983) [June 1964] edición). Washington D.C.; New York: United States Department of Commerce, National Bureau of Standards; Dover Publications. ISBN 978-0-486-61272-0. «LCCN 64-60036. MR 0167642. LCCN 65-12253».

- Boisvert, Ronald F.; Lozier, Daniel W. (January 2001). «Handbook of Mathematical Functions».  En Lide, David R., ed. A Century of Excellence in Measurements Standards and Technology - A Chronicle of Selected NBS/NIST Publications 1901-2000. Washington, D.C., USA: U.S. Department of Commerce, National Institute of Standards and Technology (NIST) / CRC Press. pp. 135-139. ISBN 978-0-8493-1247-2. CODEN NSPUE2. NIST Special Publication 958. 20402–9325. Archivado desde el original el 14 de octubre de 2011. Consultado el 13 de marzo de 2016. (NB. A history of the activities leading up to and surrounding the development of the Handbook.)